# Posiołok imieni Worowskogo (obwód włodzimierski)
Posiołok imieni Worowskogo (ros. Посёлок имени Воровского) – osiedle w Rosji, w obwodzie włodzimierskim, w rejonie sudogodzkim. W 2021 liczyło 1660 mieszkańców.